# طاعون آنتونین

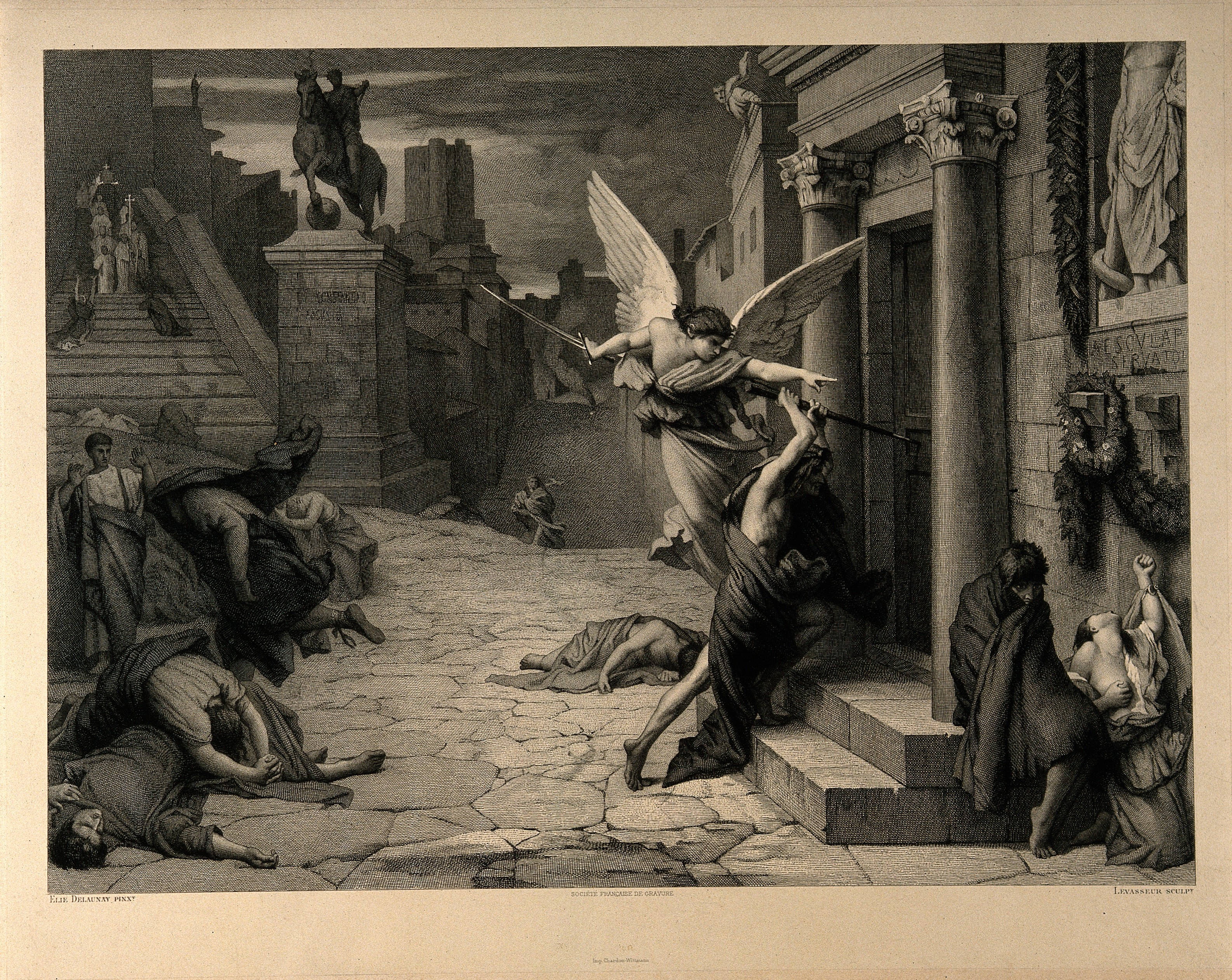
فرشته مرگ در هنگام طاعون رم

طاعون آنتونین یک دنیاگیری بین سال‌های ۱۶۵ تا ۱۸۰ میلادی بود.

## تلفات
این بیماری یک چهارم از مبتلایان را کشت و در مجموع تا پنج میلیون نفر کشته بر جای گذاشت. گفته می‌شود که در اوج شیوع دوم، طاعون قفقاز (۲۵۱ تا ۲۶۶) که به علت همین بیماری بوده، ۵۰۰۰ نفر در روز می‌مردند.